# Billboardlistans förstaplaceringar 1991
Detta är en lista över 1991 års förstaplaceringar på Billboard Hot 100. 

## Listhistorik
| Datum        | Låt                                        | Artist                                                     |
| 5 januari    | Justify My Love                            | Madonna                                                    |
| 12 januari   | Justify My Love                            | Madonna                                                    |
| 19 januari   | Love Will Never Do (Without You)           | Janet Jackson                                              |
| 26 januari   | The First Time                             | Surface                                                    |
| 2 februari   | The First Time                             | Surface                                                    |
| 9 februari   | Gonna Make You Sweat (Everybody Dance Now) | C+C Music Factory featuring Freedom Williams               |
| 16 februari  | Gonna Make You Sweat (Everybody Dance Now) | C+C Music Factory featuring Freedom Williams               |
| 23 februari  | All the Man That I Need                    | Whitney Houston                                            |
| 2 mars       | All the Man That I Need                    | Whitney Houston                                            |
| 9 mars       | Someday                                    | Mariah Carey                                               |
| 16 mars      | Someday                                    | Mariah Carey                                               |
| 23 mars      | One More Try                               | Timmy T                                                    |
| 30 mars      | Coming Out of the Dark                     | Gloria Estefan                                             |
| 6 april      | Coming Out of the Dark                     | Gloria Estefan                                             |
| 13 april     | I've Been Thinking About You               | Londonbeat                                                 |
| 20 april     | You're in Love                             | Wilson Phillips                                            |
| 27 april     | Baby Baby                                  | Amy Grant                                                  |
| 4 maj        | Baby Baby                                  | Amy Grant                                                  |
| 11 maj       | Joyride                                    | Roxette                                                    |
| 18 maj       | I Like the Way (The Kissing Game)          | Hi-Five                                                    |
| 25 maj       | I Don't Wanna Cry                          | Mariah Carey                                               |
| 1 juni       | I Don't Wanna Cry                          | Mariah Carey                                               |
| 8 juni       | More Than Words                            | Extreme                                                    |
| 15 juni      | Rush Rush                                  | Paula Abdul                                                |
| 22 juni      | Rush Rush                                  | Paula Abdul                                                |
| 29 juni      | Rush Rush                                  | Paula Abdul                                                |
| 6 juli       | Rush Rush                                  | Paula Abdul                                                |
| 13 juli      | Rush Rush                                  | Paula Abdul                                                |
| 20 juli      | Unbelievable                               | EMF                                                        |
| 27 juli      | (Everything I Do) I Do It for You          | Bryan Adams                                                |
| 3 augusti    | (Everything I Do) I Do It for You          | Bryan Adams                                                |
| 10 augusti   | (Everything I Do) I Do It for You          | Bryan Adams                                                |
| 17 augusti   | (Everything I Do) I Do It for You          | Bryan Adams                                                |
| 24 augusti   | (Everything I Do) I Do It for You          | Bryan Adams                                                |
| 31 augusti   | (Everything I Do) I Do It for You          | Bryan Adams                                                |
| 7 september  | (Everything I Do) I Do It for You          | Bryan Adams                                                |
| 14 september | The Promise of a New Day                   | Paula Abdul                                                |
| 21 september | I Adore Mi Amor                            | Color Me Badd                                              |
| 28 september | I Adore Mi Amor                            | Color Me Badd                                              |
| 5 oktober    | Good Vibrations                            | Marky Mark and the Funky Bunch featuring Loleatta Holloway |
| 12 oktober   | Emotions                                   | Mariah Carey                                               |
| 19 oktober   | Emotions                                   | Mariah Carey                                               |
| 26 oktober   | Emotions                                   | Mariah Carey                                               |
| 2 november   | Romantic                                   | Karyn White                                                |
| 9 november   | Cream                                      | Prince and the New Power Generation                        |
| 16 november  | Cream                                      | Prince and the New Power Generation                        |
| 23 november  | When a Man Loves a Woman                   | Michael Bolton                                             |
| 30 november  | Set Adrift on Memory Bliss                 | P.M. Dawn                                                  |
| 7 december   | Black or White                             | Michael Jackson                                            |
| 14 december  | Black or White                             | Michael Jackson                                            |
| 21 december  | Black or White                             | Michael Jackson                                            |
| 28 december  | Black or White                             | Michael Jackson                                            |